# Enenterum aureum
Enenterum aureum är en plattmaskart. Enenterum aureum ingår i släktet Enenterum och familjen Lepocreadiidae. Inga underarter finns listade i Catalogue of Life.